# May Irwin
May Irwin, nata Georgina May Campbell (Whitby, 27 giugno 1862 – New York, 22 ottobre 1938), è stata un'attrice e cantante canadese famosa per essere stata la protagonista insieme a John C. Rice del primo bacio girato per lo schermo nel 1896.

## Spettacoli teatrali
- The Widow Jones (Broadway, 16 settembre 1895)
- Sister Mary (Broadway, 27 ottobre 1899)
- The Belle of Bridgeport (Broadway, 29 ottobre 1900)
- Madge Smith, Attorney (Broadway, 10 dicembre 1900)
- The Widow Jones (Broadway, 23 dicembre 1901)
- Mrs. Black Is Back (Broadway, 7 novembre 1904)
- Mrs. Wilson, That's All (Broadway, 5 novembre 1906)
- Mrs. Peckham's Carouse (Broadway, 29 settembre 1908)
- Getting a Polish (Broadway, 7 novembre 1910)
- Widow by Proxy (Broadway, 24 febbraio 1913)
- Mrs. Peckham's Carouse (Broadway, 21 aprile 1913)
- No. 13 Washington Square (Broadway, 23 agosto 1915)
- The '49ers (Broadway, 6 novembre 1922)

## Filmografia
- The Kiss, regia di William Heise (1896)
- Mrs. Black Is Back, regia di Thomas N. Heffron (1914)